# Guerreros de Sucre
Guerreros de Sucre es el nombre que recibe uno de los 23 equipos de la Liga Nacional Bolivariana de Béisbol, tiene su sede en el Estadio José Francisco Bermúdez con capacidad para 5.000 espectadores, localizado en la ciudad de Carúpano en el estado Sucre al oriente de Venezuela.
Se ubica en la Conferencia Centro Oriental específicamente en la división "Oriental". El equipo posee dos títulos de campeón en esta liga conseguidos en los años 2009 y 2015 .

## Títulos obtenidos
Palmarés
2 Títulos Local
- 2009
- 2015